# ماكس جايسون ماي
ماكس جايسون ماي (بالسلوفاكية: Miroslav Šmajda) هو مغني وملحن سلوفاكي، ولد في 27 نوفمبر 1988 في كوشيتسه في سلوفاكيا.

## وصلات خارجية
- ماكس جايسون ماي على موقع IMDb (الإنجليزية)
- ماكس جايسون ماي على موقع ميوزك برينز (الإنجليزية)
- ماكس جايسون ماي على موقع ديسكوغز (الإنجليزية)

- الموقع الرسمي